# Zierenberg
Zierenberg település Németországban, Hessen tartományban. Lakosainak száma 6609 fő (2023. december 31.).

## Népesség
A település népességének változása:
| Lakosok száma | 6600 | 6633 | 6592 | 6520 | 6604 | 6609 |
|               | 2016 | 2017 | 2019 | 2021 | 2022 | 2023 |